# 咸水角

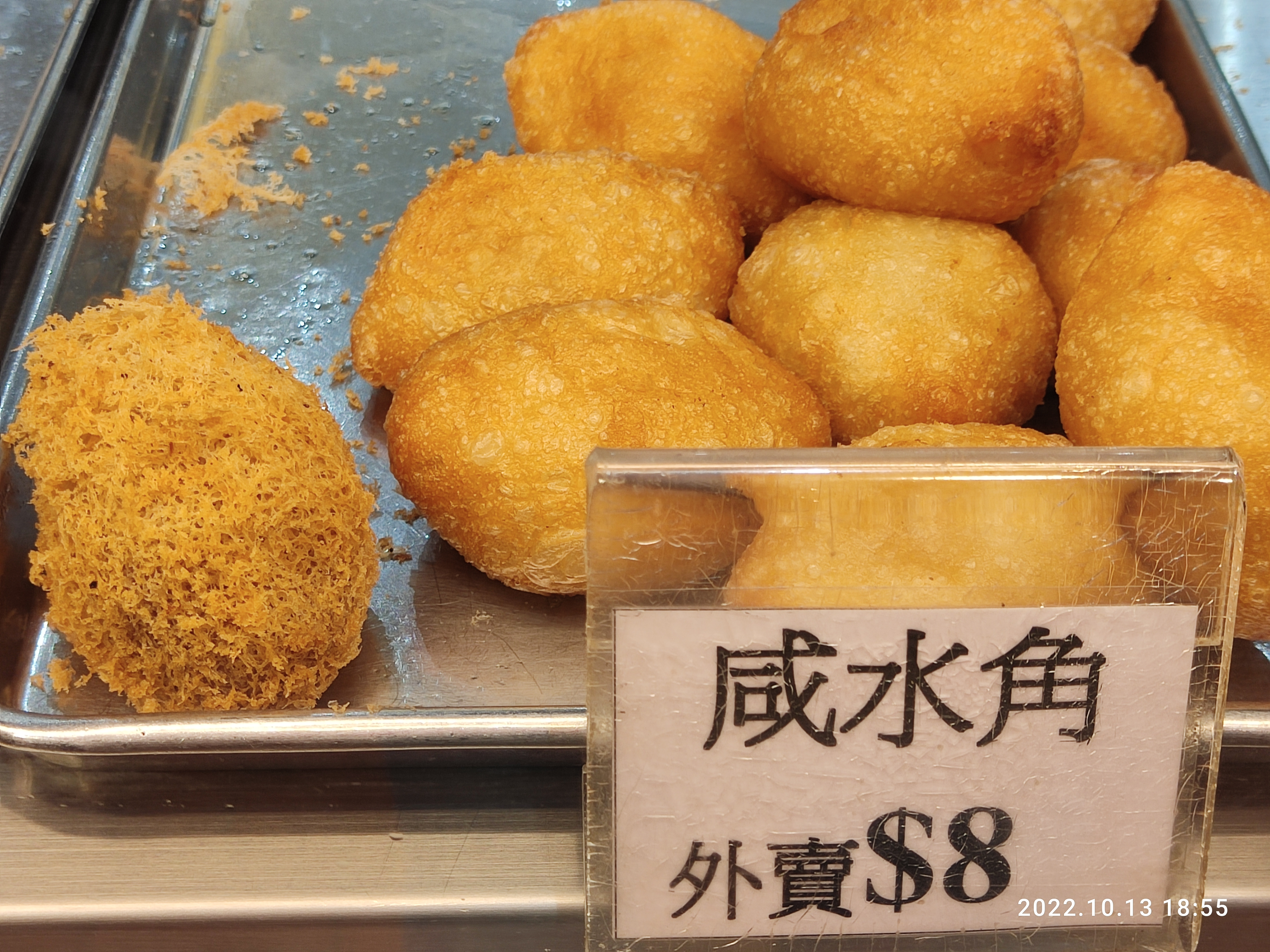
市販される咸水角（香港軒尼詩道）

咸水角（ハムスイコー）は、点心の料理の1つ。五目餡の揚げ餅である。日本では「揚げ餅餃子」と説明されることもある。点心の料理の中では日本人にも人気のあるメニューの1つ。
鹹水角とも書き、「ハムスイコー」は広東語の読みに寄せた標記となっている。北京語に寄せた場合「シェンスイジャオ」となる。日本語のカタカナ表記としては「ハムスイゴッ」、「ハムソイゴッ」と記述されることもある。
豚ひき肉、刻んだエビ、シイタケ、タケノコなどで作った餡を砂糖を加えた米粉と浮き粉の生地の皮に包んで揚げた料理。外側はカリっとしており、中はもちもちとしている。